# 東海輸送

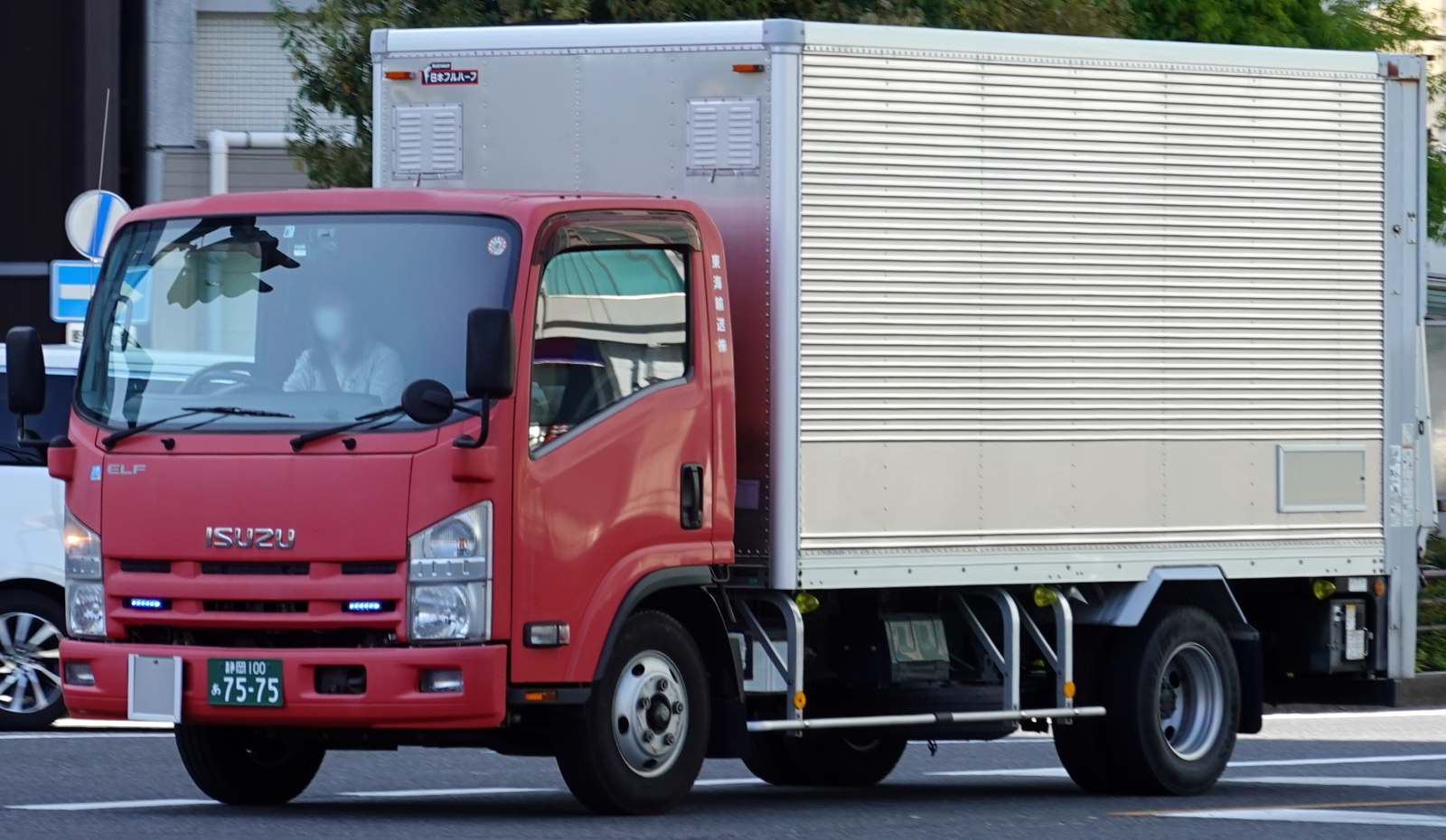
東海輸送の配送用トラック

東海輸送株式会社（とうかいゆそう）は、郵便輸送、学校給食配送、一般貨物運送、不動産賃貸事業を主たる事業とする日本の運送企業。東海自動車の連結子会社。全国郵便輸送協会・全日本トラック協会・静岡県流通事業協同組合の加盟会社。

## 概要
- 1975年（昭和50年）
  - 7月28日 - 東海自動車が1917年（大正6年）より受託していた郵便物輸送を主体とし、貨物部門（逓送業・一般区域貨物業）を引き継いで設立される。
  - 8月1日 - 営業開始
- 1976年（昭和51年）11月 - 通運事業の認可を得る。
- 1984年（昭和59年）6月 - 小田原営業所開設。
- 1991年（平成3年）
  - 10月 - 静岡営業所開設。
  - 11月 - 貨物軽自動車運送事業の認可を得る。
- 1994年（平成6年）4月 - 起点局の移管に伴い、小田原営業所を廃止して、平塚営業所を開設。
- 2004年（平成16年） - 再度の起点局移管により、平塚営業所を廃止、綾瀬営業所を新設。
- 2006年（平成18年）7月1日 - 修善寺東海交通の学校給食事業が移管される。
- 2008年（平成20年）9月 - 新規路線の受託により、小田原営業所を再開する[5]。
- 2017年（平成29年）2月 - 静岡郵便局開局により、新富士営業所を開設[5]。

## 本社・支社・営業所
- 本社営業所 
静岡県駿東郡清水町長沢43
- 静岡営業所
静岡県静岡市清水区楠新田217-4
- 綾瀬営業所
神奈川県綾瀬市深谷上6-1-4
- 小田原営業所 
神奈川県小田原市寿町5-13-16
- 新富士営業所 
静岡県富士市大渕2585-1